# Erik Hartsuiker

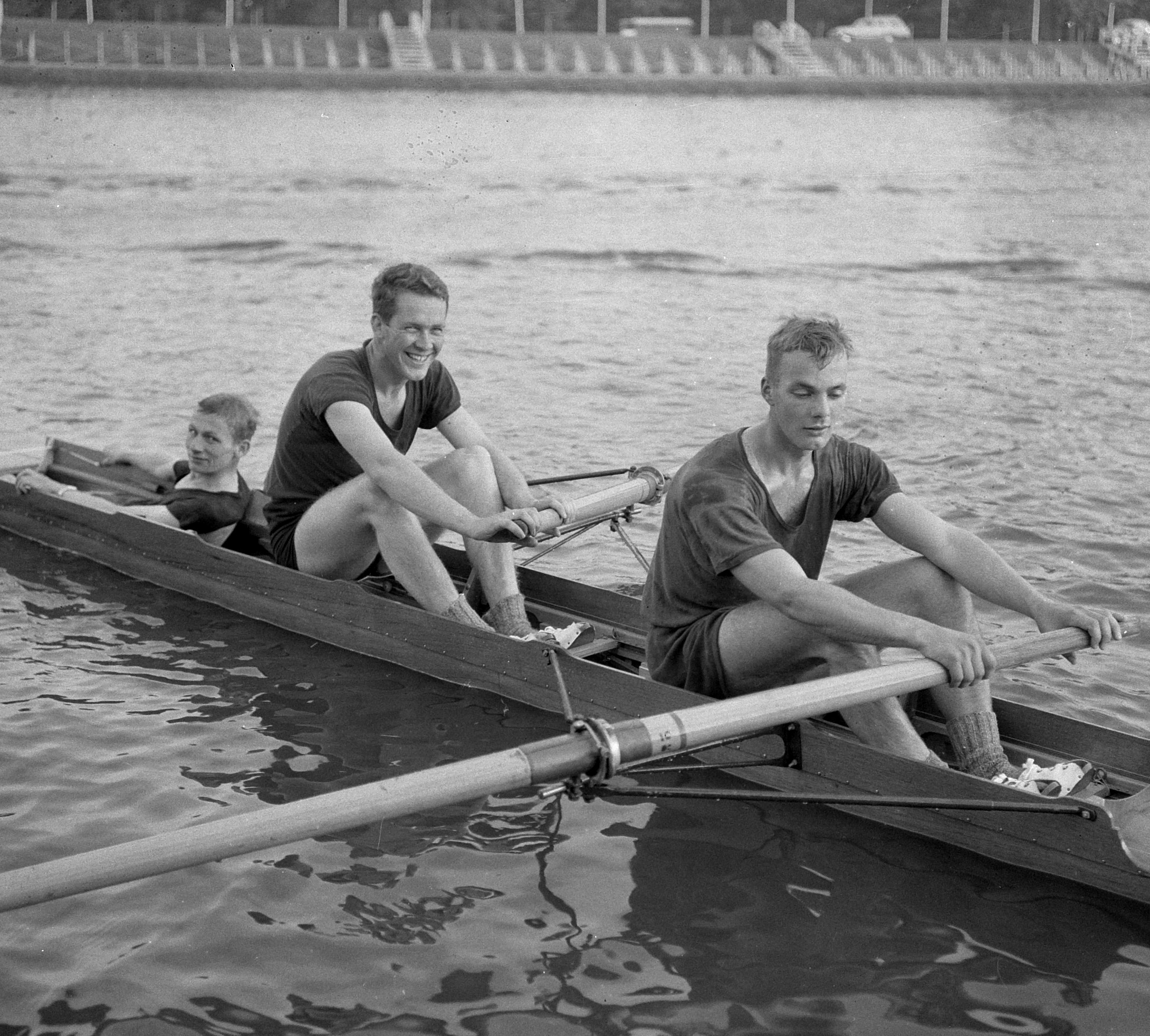
Herman Rouwé (rechts), Erik Hartsuiker und Jan-Just Bos bei den niederländischen Meisterschaften 1964

Frederik „Erik“ Klaas Jan Hartsuiker (* 19. Oktober 1940 in Avereest, heute zu Hardenberg gehörig; † 13. Januar 2019 in Amsterdam) war ein niederländischer Ruderer. 
Der 1,89 m große Erik Hartsuiker vom Ruderclub Triton in Utrecht bildete 1964 zusammen mit Herman Rouwé und Steuermann Jan Justus Bos einen Zweier mit Steuermann. Bei den Olympischen Spielen 1964 kamen die drei Niederländer im Vorlauf als Zweite hinter den US-Amerikanern ins Ziel. Für das Finale qualifizierten sich die Niederländer mit einem Sieg im dritten Hoffnungslauf. Im Finale siegten die US-Amerikaner vor den Franzosen, die Niederländer erruderten die Bronzemedaille.
Bei den Olympischen Spielen 1968 saßen Rouwé und Hartsuiker im niederländischen Vierer mit Steuermann. Nach einem zweiten Platz im ersten Vorlauf erreichten die Niederländer im Halbfinale als letzte das Ziel. Mit einem dritten Platz im B-Finale reihten sich die Niederländer als neunte in der Gesamtwertung ein.